# 치아구 네베스
치아구 네베스 아우구스투(포르투갈어: Thiago Neves Augusto, 1985년 2월 27일 ~ )는 브라질의 전 축구 선수이며 현역 시절 포지션은 공격형 미드필더였다.

## 축구인 경력

### 클럽 경력
2005년 파라나 클루비에서 프로 경력을 시작하였으며 2006년 베갈타 센다이에서 1시즌 간 임대 신분으로 활약하며 아시아 무대에 첫 발을 디뎠다. 센다이에서 리그 35경기에 출전하여 8골을 넣는 준수한 활약을 펼친 뒤 임대 복귀하였고 플루미넨시로 적을 옮겼다. 2008 코파 리베르타도레스 결승 2차전에선 해트트릭을 기록하는 좋은 활약을 펼치자 AC 밀란, 맨체스터 유나이티드, 토트넘 홋스퍼 등 유수의 유럽 팀이 관심을 보였다. 여름 이적 시장을 통해 함부르거 SV로 이적하였다.
2009년 1월 알힐랄로 이적하며 아시아 무대로 복귀하였다. 2011년 플라멩구로 임대 이적하였다가 2012년 전 소속팀 플루미넨시로 완전 이적하였다. 하지만 2013년 다시 알힐랄로 복귀하여 2014 AFC 챔피언스리그에서 14경기 4골을 기록하며 준우승에 기여하였다.
2014-15 시즌 종료 후 알자지라로 11m 유로의 이적료로 이적하였다.

### 국가대표 경력
2008년 3월 6일 스웨덴과의 경기에서 A매치 데뷔전을 치렀다. 같은 해 열린 베이징 올림픽 남자 축구 부문에 출전하여 7경기에 나서 3골을 기록하며 동메달을 목에 걸었다.